# Typha elephantina
Typha elephantina  là một loài thực vật có hoa trong họ Typhaceae. Loài này được Roxb. miêu tả khoa học đầu tiên năm 1832.